# 이초아
이초아(1984년 10월 12일 ~ )는 대한민국의 배우이다.

## 학력
- 수원대학교 연극영화과 학사
- 서강대학교 영상대학원 영상예술연기 석사

## 출연작

### 드라마
- 《나빌레라》 (2021년, tvN) - 박순아 점장 역
- 《청일전자 미쓰리》 (2019년, tvN) - 노재란 역
- 《나쁜 녀석들 : 악의 도시》 (2017년, OCN) - 오세경 역
- 《38사기동대》 (2017년, OCN) - 방호석 부인 역
- 《두번째 스무살》 (2015년, tvN) - 여자친구 역

### 연극
- 《인간의 불완전한 영혼을 탐구한 동서양 작가전》
- 《백야》
- 《지구침공》
- 《NEW 강풀의 순정만화》
- 《짠》
- 《너바나》
- 《인터뷰》
- 《소나기2》
- 《이제 만나러 갑니다》
- 《머쉬멜로우》
- 《굿닥터》
- 《밑바닥에서》
- 《도덕적도둑》

### 뮤지컬
- 《정조대왕》

### 뮤직비디오
- 레몬티차일드 - 그녀의 파티

### CF
- 《롯데 영플라자》